# Дженіс Мерфі
Дженіс Мерфі (англ. Jan Cameron, 19 жовтня 1947 — 30 квітня 2018) — австралійська плавчиня.
Призерка Олімпійських Ігор 1964 року.
Призерка Ігор Співдружності 1966 року.